# Eddy Etaeta
Eddy Etaeta (Papeete, 1 de junio de 1970) es un entrenador de fútbol francopolinesio.

## Selección nacional
Fue convocado en diversas ocasiones para representar a Tahití llegando a disputar cuatro partidos.

## Como entrenador
A mediados de 2010 fue contratado por la Federación Tahitiana de Fútbol para ser el técnico de la selección mayor. En 2011 afrontó los Juegos del Pacífico de ese año y obtuvo la medalla de bronce. Pero el verdadero éxito de su carrera fue la obtención de la Copa de las Naciones de la OFC 2012, que convirtió a Tahití en el representante oceánico de la Copa FIFA Confederaciones 2013. Dejó el cargo en 2015.

### Clubes
| Club               | País               | Año         |
| ------------------ | ------------------ | ----------- |
| Selección nacional | Polinesia Francesa | 2010 - 2015 |

## Palmarés
| Título                       | Club               | País   | Año  |
| ---------------------------- | ------------------ | ------ | ---- |
| Bronce - Juegos del Pacífico | Selección nacional | Tahití | 2011 |
| Copa de las Naciones         | Selección nacional | Tahití | 2012 |